# Олександр Маунтбеттен
Олександр Маунтбеттен, маркіз Керісбрук (англ. Alexander Mountbatten, Marquess of Carisbrooke; 23 листопада 1886, Віндзорський замок — 23 лютого 1960, Кенсінгтон, Лондон) — британський аристократ, онук королеви Вікторії.
Олександр належав до Баттенберзького будинку — побічної гілки Гессенської династії. Його батько, Генріх Баттенберг, народився від морганатичного шлюбу Олександра Гессен-Дармштадтського та Юлії Гауке. Мати Олександра була принцеса Беатріса, молодша дочка королеви Вікторії. Таким чином, Олександр належав до британського королівського будинку. Після народження він носив ім'я Олександр Баттенберзький.
У 1902—1908 роках Олександр служив на британському флоті, з 1911 — в гренадерській гвардії. У 1917 році разом з іншими членами королівського будинку він відмовився від німецького прізвища і прийняв нове Маунтбеттен. 7 листопада того ж року король Георг V (його двоюрідний брат) подарував йому титул маркіза Керісбрука.
19 липня 1917 року Олександр Маунтбеттен одружився з Ірен Френсіс Адзе Денісон, донькою 2-го графа Лондсборо. У цьому шлюбі народилася лише одна дочка Айріс (1920—1982), яка тричі була одружена.